# Hi8

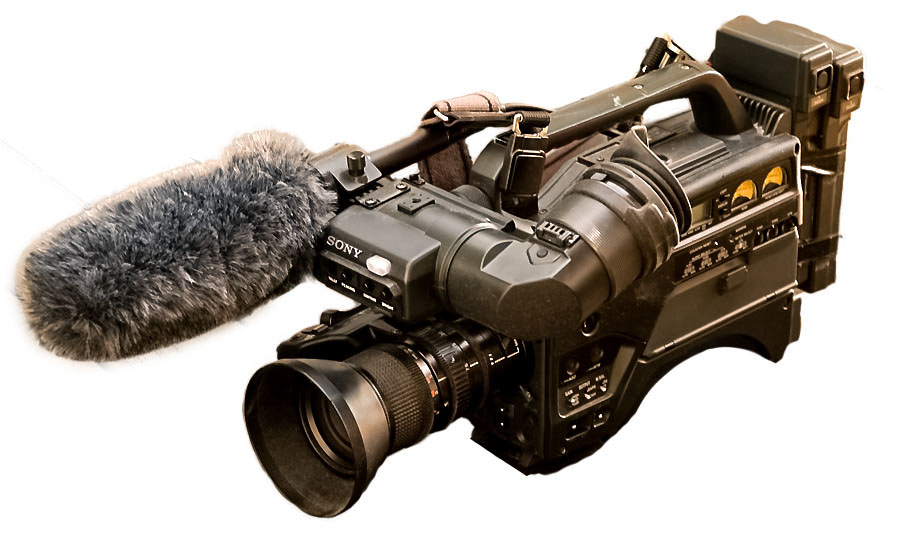
Hi8-Camcorder der Profiklasse: Sony EVW-300 mit drei Bildsensoren und PCM-Digitalton, ca. 1993

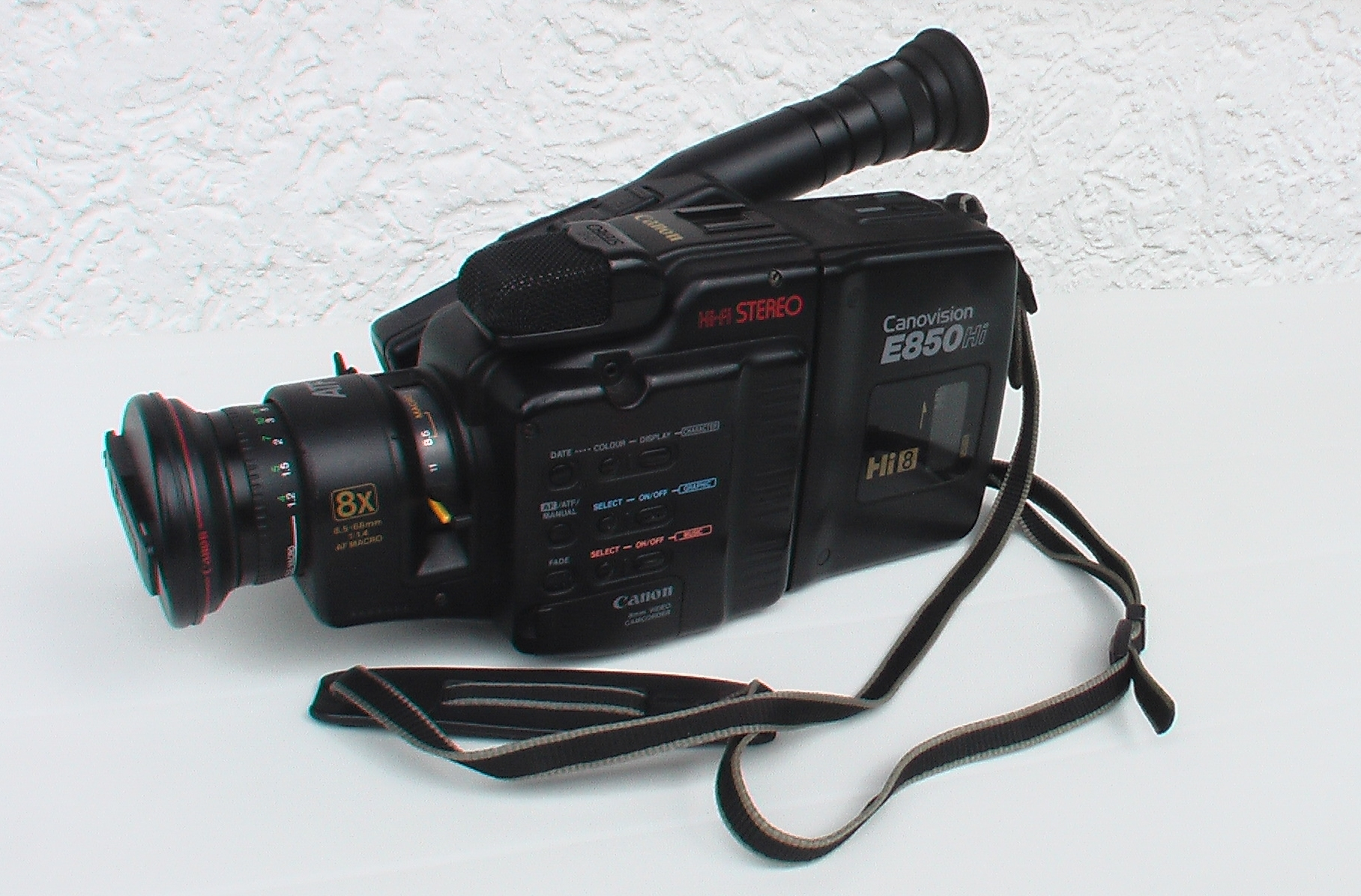
Hi8-Kamera Canon E850

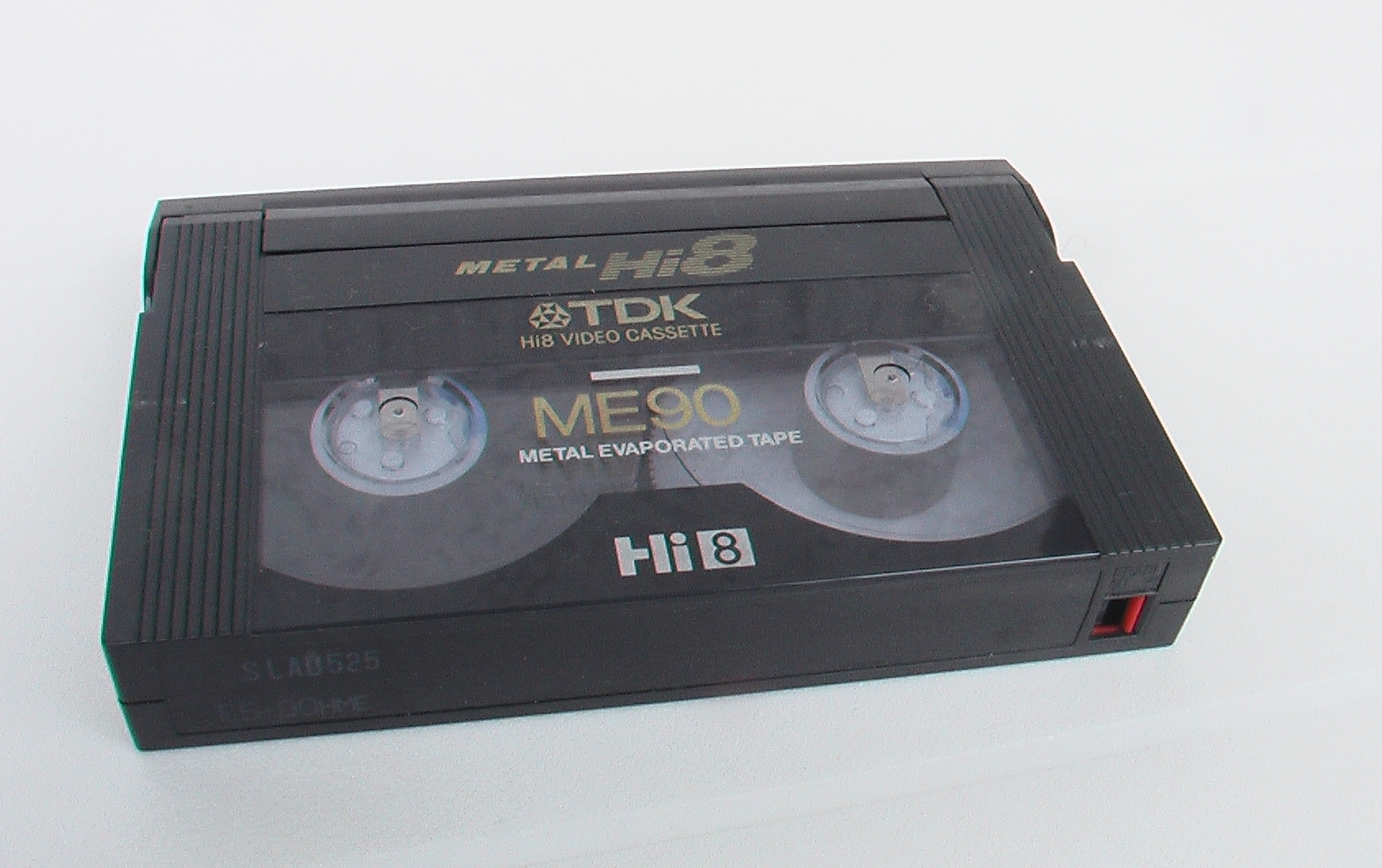
Hi8-Videokassette von TDK

Hi8 ist ein 1989 von Sony auf dem Markt eingeführtes analoges Videoformat und Erweiterung des bestehenden Video-8-Systems. Videokameras und andere Teile dieser Aufzeichnungstechnik werden allgemein als Hi8-Kamera bzw. Hi8-Technik bezeichnet.

## Allgemeines
Hi8 entstand analog zum zwei Jahre vorher eingeführten S-VHS durch einige Erweiterungen aus dem bestehenden Video8-System:
- Die Aufnahme wird in Signale für Farbe (C), Helligkeit (Y) und Hi-Fi-Ton aufgespalten. Diese werden getrennt übertragen, was zu deutlichen Qualitätssteigerungen führt.
- Die Bandbreite für das Helligkeitssignal wird erhöht. Dadurch ist bei einer Bandbreite von 5 MHz eine Auflösung von 400 Linien erreichbar (bei Video 8 und VHS: ca. 250 Linien).
- Einige hochwertige Hi8-Geräte zeichnen zusätzlich zum analogen, frequenzmodulierten HiFi-Ton zwei digitale PCM-Tonspuren mit 32 kHz/12 bit auf

Die übrigen technischen Daten entsprechen dem Video8-System.
Insgesamt liegt die Qualität von Hi8 deutlich über der von VHS und Video8 sowie leicht über der von S-VHS.

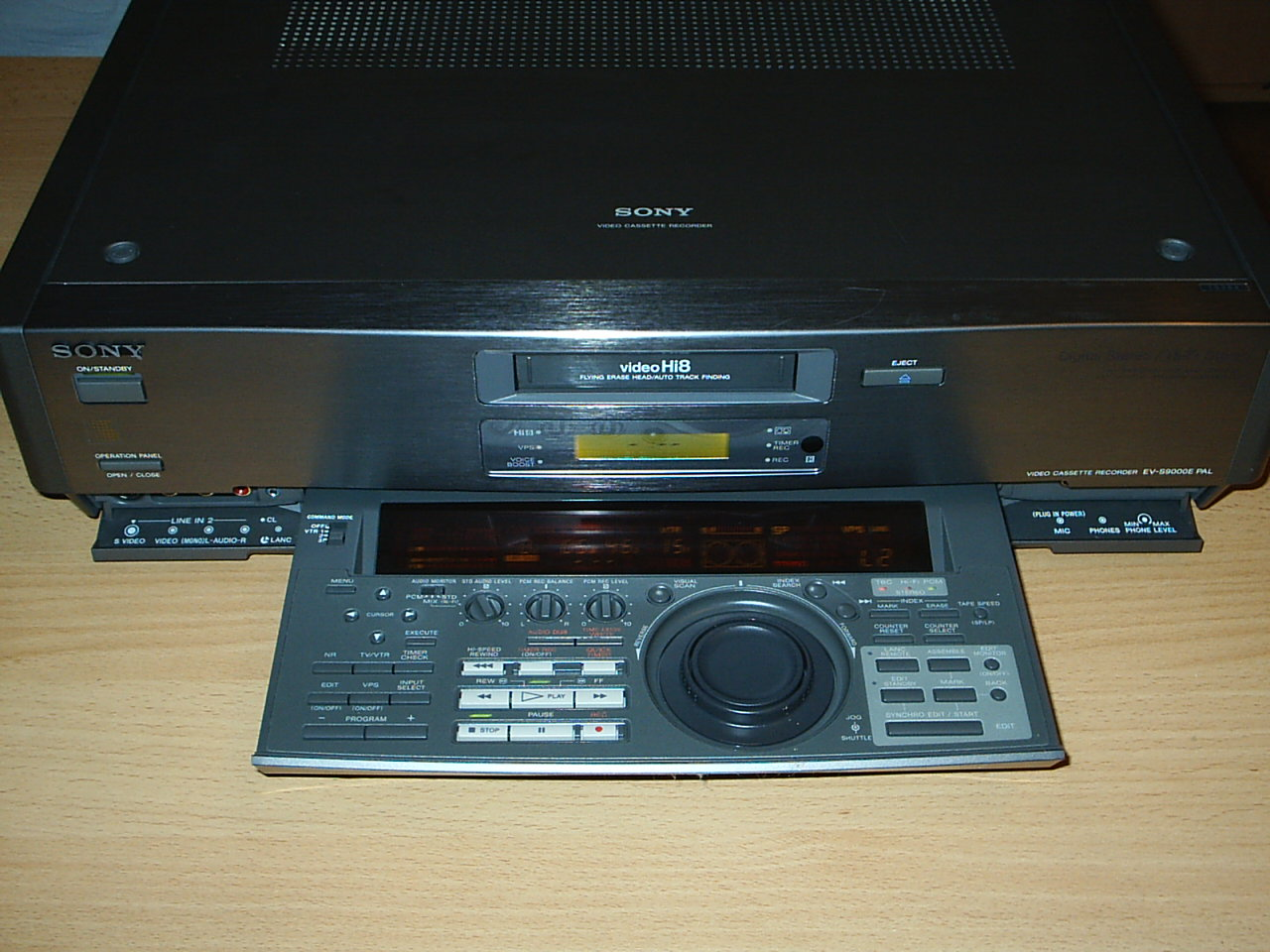
Hi8-Videorecorder Sony EV-S9000E

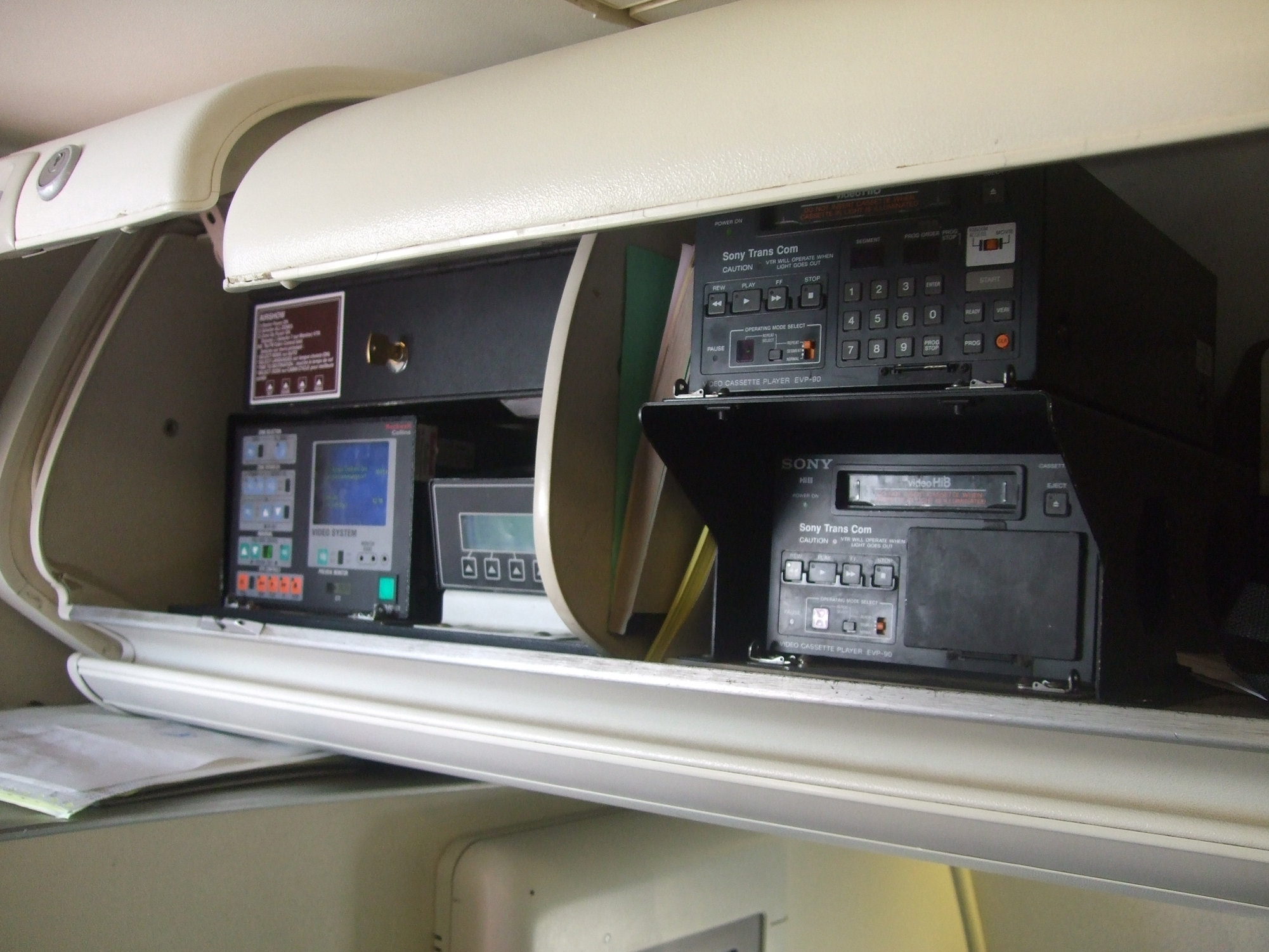
Eine Hi8-Videoanlage von Sony in einem Flugzeug der Tunisair

Für Hi8 existierten zwei Bandtypen: MP (Metal Particle)-Bänder sind identisch mit denen für Video8. Für maximale Qualität wurden mit Reineisenpartikeln bedampfte Bänder (ME, Metal Evaporated) entwickelt. Diese haben ein Kennloch auf der Unterseite, anhand dessen Hi8-Geräte die Kassette identifizieren und auf den bestmöglichen Hi8-Modus umschalten. Die Bandgeschwindigkeit und somit die Laufzeit der Kassetten ist bei Video8 und Hi8 identisch. Hi8 ist abwärtskompatibel zu Video8, d. h., alle Hi8-Geräte können auch Video8 aufzeichnen und wiedergeben. Umgekehrt ist dies jedoch nicht möglich.
Wie schon bei Video8 gab es auch für Hi8 stationäre sowie portable Videorecorder. Diese waren jedoch wenig verbreitet und kamen hauptsächlich im (semi-)professionellen Bereich zum Einsatz. Mit der zunehmenden Verbreitung digitaler Videosysteme wie Digital8 (siehe unten), DV und DVD verschwand Hi8 Anfang der 2000er Jahre vom Markt. Hi8-Camcorder und -Recorder werden nicht mehr hergestellt. Kassetten für das Hi8-System sind jedoch bis heute (Stand 2016) erhältlich.

## Nachfolger: Digital8

Digital8-Logo

Die Weiterentwicklung von Hi8 zur digitalen Aufzeichnung war die 1999 eingeführte Digital8-Technik. Das Digital8-Format verwendet die herkömmlichen Hi8-Bänder. Dabei nutzt Digital8 für Aufnahme wie Ausgabe dasselbe Datenformat wie DV.
Manche Geräte können auch auf günstigen Video8-Kassetten digital aufzeichnen (bzw. ist dies mit einem Trick auch mit Geräten möglich, die dies nicht ausdrücklich unterstützten), wovon allerdings abgeraten wird, da Video8-Kassetten aufgrund des minderwertigen Bandmaterials nicht immer in der Lage sind, die hochfrequenten digitalen Signale fehlerfrei zu speichern, was zu häufigen Dropouts und einer insgesamt verkürzten Lebensdauer führt.
Aufgrund der im Vergleich zu Video8/Hi8 höheren Bandgeschwindigkeit verkürzt sich die Laufzeit bei Digital8 um ein Drittel, d. h., auf eine Hi8-Kassette mit 90 Minuten Spielzeit passen im Digital8-Format nur 60 Minuten.
Im Handel sind auch spezielle Digital8-Kassetten erhältlich: Dabei handelt es sich jedoch um ganz gewöhnliche Hi8-Kassetten, bei denen lediglich die Aufschrift geändert und die Laufzeit korrekt für Digital8 angegeben wurde.
Digital8-Geräte wurden nur von Sony und Hitachi hergestellt und ausschließlich im Amateurbereich verwendet. Neben Camcordern gab es auch tragbare Digital8-Videorecorder, die sogenannten Video Walkman, die es in der gleichen Form auch schon für Video8 und Hi8 gab. Hiervon existierten allerdings nur zwei verschiedene Modelle, eins mit und eins ohne aufklappbares LCD. Hochwertigere, semiprofessionelle Geräte, die das Digital8-System verwendeten, hat es nie gegeben.
Digital8-Geräte waren insbesondere für Umsteiger von Video8/Hi8 zum relativ preiswerten Einstieg in die Digitaltechnik konzipiert, da sie in der Anfangszeit günstiger als MiniDV-Camcorder waren und obendrein die Möglichkeit boten, Video8/Hi8-Kassetten wiederzugeben.

## Kompatibilität und Digitalisierung
Das Aufzeichnungsformat von Digital8 und DV ist völlig identisch. Alle Digital8-Camcorder verfügen über einen DV-Out (FireWire), über den die Übertragung zur Nachbearbeitung auf den PC sowie Überspielung z. B. auf einen DVD-Recorder möglich ist. Wie bei MiniDV existieren auch Digital8-Camcorder mit DV-In, über den die nachbearbeiteten Filme vom PC wieder nahezu verlustfrei auf Digital8 zurückgespielt werden können. In der Anfangszeit gab es auch Camcorder, die zusätzlich einen analogen Videoeingang hatten und somit als Videorecorder, z. B. für die Digitalisierung von (S-)VHS, verwendet werden konnten. Da diese Videorecorderfunktion in manchen Ländern mit zusätzlichen Gebühren behaftet ist, wurden hierfür extra Modelle hergestellt, bei denen diese Videorecorderfunktion softwaremäßig deaktiviert wurde. Diese Funktion konnte jedoch nachträglich wieder aktiviert werden (z. B. bei Sony DCR-TRV8000E). Neuere Geräte bieten diese Funktion nicht mehr.
Viele Digital8-Camcorder der älteren Generation konnten auch die analogen Formate Video8 und Hi8 wiedergeben; in der letzten Modellreihe (Juli 2007) bot Sony in Deutschland nur noch einen einzigen Digital8-Camcorder mit dieser Funktion an, den DCR-TRV480E.
Dabei ist zur Rettung von Video8- und Hi8-Aufnahmen durch Digitalisierung gerade die Wiedergabe in Digital8-Camcordern zu bevorzugen, da der Digital8-Camcorder das Video8- bzw. Hi8-Signal nahezu verlustfrei in den üblichen digitalen DV-Codec umwandelt. So kann es über den FireWire-Ausgang des Digital8-Camcorders ausgegeben werden. Video8- und Hi8-Camcorder geben lediglich ein analoges Signal über eine Composite- oder S-Video-Verbindung (nur Hi8-Geräte) aus. Allein durch diese analoge Verbindung treten Verluste, u. a. durch Cross-Color- und Cross-Luminance-Fehler bei Compositeverbindungen, auf; zusätzlich treten je nach eingesetzter Hardware (Videokarte im Computer etc.) Qualitätsschwankungen bei der Digitalisierung auf.
Insgesamt gilt Digital8 im Vergleich zu DV als wesentlich robuster, langlebiger und weniger fehleranfällig. Dies liegt vor allem an der deutlich höheren Bandgeschwindigkeit (28,7 mm/s; DV: 18,8 mm/s) und größeren Spurbreite (16,3 µm; DV: 10 µm), was sogar die Werte des professionellen DVCAM-Systems übersteigt. Zusätzlich ist das Band von Digital8-Kassetten breiter und dicker als bei DV.

## Marktsituation
Trotz der technischen Überlegenheit des Bandformats konnte sich Digital8 nie gegen MiniDV durchsetzen. Ursachen dafür dürften neben der größeren und unhandlicheren Bauform auch das Fehlen hochwertiger Camcorder im Sortiment sowie Marketingfehler gewesen sein. 